# Chance Vought F4U Corsair
Чанс-Воут F4U «Корсар» (англ. Chance Vought F4U Corsair) — одноместный палубный истребитель времён Второй мировой войны. Спроектирован и строился фирмой Chance Vought, а также Goodyear Aircraft (палубная модификация FG-1 для флота).

## История создания
В 1938 году Военно-морские силы США объявили конкурс на палубный истребитель нового поколения, победу в котором одержала фирма Чанс-Воут. С фирмой был заключён договор на постройку прототипа нового самолёта в июне 1938 года.
Большинство технических решений в конструкции «Корсара» продиктовано требованиями военных к скоростным характеристикам самолёта. Чтобы обеспечить ему высокую горизонтальную скорость полета, машину снабдили 2000-сильным радиальным двигателем воздушного охлаждения и четырёхлопастным воздушным винтом увеличенного диаметра.
Это породило ряд трудностей, повлекших за собой довольно нестандартные решения. Чтобы обеспечить самолёту нужную безопасность при посадке, «Корсар» снабдили крылом схемы «обратная чайка», что позволило сократить длину стоек шасси, не жертвуя при этом расстоянием от винта до палубы. Также воздушный винт увеличенного диаметра создавал значительный реактивный момент. Чтобы компенсировать его, конструкторам пришлось развернуть киль самолёта на 2 градуса влево от центральной оси фюзеляжа.
Было сконструировано сильно изогнутое складывающееся крыло типа «обратная чайка», основные стойки убирающегося шасси были расположены в месте излома крыла. 29 мая 1940 года лётчик Лаймен Бьюльярд совершил пробный полёт. На «Корсаре» впервые в авиастроении США была применена точечная электросварка. 3 июня 1941 года ВМС подписали с фирмой контракт на поставку 580 самолётов этого типа.
Но результаты палубных испытаний оказались неудовлетворительными, командование флота признало «Корсар» непригодным для использования в качестве палубного истребителя. В результате пришлось изменить конструкцию шасси и поднять кабину пилота для улучшения обзора.
Первая боевая эскадрилья ВМС США VF-12 была сформирована в октябре 1942 года. Эти истребители стали выпускаться компаниями Brewster под обозначением F3A-1 и компании Goodyear под обозначением FG-1. У последней модификации крыло не было складывающимся.

## Модификации

### F4U-2
Попытка превратить F4U-1 Corsair в палубный ночной истребитель. Самолёт был вооружен пятью 12.7-мм пулемётами — один пулемёт был убран с правого крыла и вместо него установлен радар Airborne Intercept (AI), закрытый обтекателем. Так как компания Vought была загружена другими более важными проектами, то в F4U-2 переоборудовали только 32 самолёта, находящихся на заводе Naval Aircraft Factory, и два F4U-1 из фронтовых частей. Эти самолёты использовала в начале 1944 года эскадрилья VF-101 на борту USS Enterprise и USS Intrepid, а также эскадрилья VF-75 на Соломоновых Островах и VMF-532 на Тараве.

## Боевая биография
«Корсары» дебютировали в бою в феврале 1943 года на острове Гуадалканал в составе эскадрильи морской пехоты VMF-124. Первые боевые вылеты были совершены 14 февраля на сопровождение бомбардировщиков B-24 и оказались неудачными: «Корсары» одержали одну воздушную победу (в результате столкновения с японским истребителем) при потере 2 самолётов. Несмотря на неудачный дебют, за два месяца боёв эскадрилья сбила 68 японских самолётов при потере 11 своих.
«Корсары» приняли участие во всех крупных операциях на Тихом океане начиная с середины 1943 года — боевых действиях на Гуадалканале, боях за Соломоновые острова, рейдах на Рабаул, сражении в заливе Лейте, освобождении Филиппин, сражении за остров Окинава, заключительных налётах на Японию. А также этот самолёт вместе с «Лайтнингом» и «Хеллкетом» взял превосходство над A6M «Zero».
Высокие характеристики, прекрасная боевая живучесть и мощное вооружение обусловили рекордное для ВМС США соотношение сбитых и потерянных самолётов. В последний год войны соотношение побед и потерь составляло 12:1 в боях с A6M, 7:1 в боях с Ki-84, 13:1 в боях с N1K-J и 3:1 в боях с J2M. Стоит заметить, что к началу активного боевого применения «Корсаров» американцами, японцы уже потеряли практически всех опытных пилотов и асов, а японская промышленность не могла обеспечить качественными самолётами армию и флот, что, впрочем, не умаляет выдающихся ЛТХ самолёта. За всю войну F4U совершили 64 051 боевой вылет, сбив 2140 самолётов противника и сбросив 15 621 тонну бомб. Потери составили 1624 самолёта, в том числе:
- в воздушных боях — 189
- от зенитного огня — 349
- потери в боевых миссиях — 230
- небоевые потери в воздухе — 692
- потери на земле и на авианосцах — 164

В результате большого количества небоевых потерь «Корсары» имели один из самых низких коэффициентов отношения сбитых к потерянным — 1,32, что значительно хуже и ниже, чем у «Хеллкэтов» — 2,1. К тому же низкий процент боевых потерь следует отнести не столько к выдающимся летно-техническим данным самолёта, сколько к изменениям в тактике воздушного боя американских летчиков.
Начиная с середины 1942 года пилоты ВМС США стали применять тактику «бей и беги», что полностью исключало маневренный бой и нивелировало преимущество японских «Зеро» в горизонтальном манёвре.
Также из-за сложности в посадке самолёта на авианосец, вызванных особенностями конструкции, Корсары получили прозвище «Убийца новичков».
Самолётов первой серии было выпущено 758 штук, после чего последовал целый ряд различных его модификаций, завершившийся уже в 1951 году. Всего было выпущено около 12 500 самолётов.
Самолёт являет собой пример рекордного долголетия — он серийно выпускался в течение 11 лет, состоял на вооружении двух десятков стран, причём в Сальвадоре, Никарагуа и Аргентине его сняли с вооружения только в начале 1970-х годов.
«Корсар» показал себя неплохим штурмовиком. Он брал на борт две 454-кг бомбы или напалмовых бака такой же массы и восемь 127-мм ракет HVAR. В ходе боёв на Окинаве он был основным самолётом непосредственной поддержки наземных войск. После Второй мировой войны он активно использовался ВМС и Корпусом морской пехоты в Корейской войне.

### Корейская война
Во время Корейской войны «Корсар» использовался в основном в качестве непосредственной поддержки. AU-1 Corsair был разработан на базе F4U-5 и представлял собой штурмовую версию, которая обычно работала на малых высотах: как следствие, в двигателе Pratt & Whitney R-2800-83W использовался одноступенчатый нагнетатель с ручным управлением, а не двухступенчатый автоматический нагнетатель модели −5. Версии Corsair, использовавшиеся в Корее с 1950 по 1953 год, были AU-1, F4U-4B, −4P, −5N и −5NL.
Всего за всю Корейскую войну было потеряно 549 F4U и 23 AU-1.

## Использование в ВВС союзников
Великобритания получила по ленд-лизу 2012 «Корсаров» (95 Corsair I (F4U-1), 510 Corsair II (F4U-1A), 430 Corsair III (F3A-1D), 977 Corsair IVs (FG-1D)) и активно использовала их как на Тихом океане, так и в Атлантике с середины 1943 года. ВВС Новой Зеландии получили 424 самолёта «Корсар» и активно использовали их против японцев. После войны эти самолёты оставались на вооружении до 1949 года.
ВМС Франции после войны располагала полученными от союзников в конце 1940 годов четырьмя авианосцами (2 из состава ВМС США и два ранее входивших в Королевский флот). В качестве ударного самолёта с них работали пикирующие бомбардировщики Douglas SBD Dauntless и Curtiss SB2C Helldiver из флотилий 3F и 4F, а прикрытие осуществляли истребители F6F-5 Hellcat. С 1954 года начали поступать более совершенные «Корсары», принявшие в составе авиации французского флота участие в Индокитайской войне, Суэцком кризисе, Алжирской войне и боях в Тунисе.

## Тактико-технические характеристики (F4U-4)
Источник данных: Уголок неба

Технические характеристики
- Экипаж: 1
- Длина: 10,26 м
- Размах крыла: 12,497 м
- Высота: 4,496 м
- Площадь крыла: 29,172 м²
- Масса пустого: 4 175 кг
- Максимальная взлётная масса: 5 634 кг
- Силовая установка: 1 × радиальный воздушного охлаждения Pratt & Whitney R-2800-18W
- Мощность двигателей: 1 × 2 450 л.с. (1 × 1 827 кВт)
- Воздушный винт: четырёхлопастный

Лётные характеристики
- Максимальная скорость: 717 км/ч (на высоте)
- 595 км/ч (у земли)
- Крейсерская скорость: 346 км/ч
- Боевой радиус: 1990 км (с ПТБ)
- Практическая дальность: 1 617 км
- Перегоночная дальность: 2 510 км
- Практический потолок: 12 650 м
- Скороподъёмность: 19,7 м/с

Вооружение
- Стрелково-пушечное: 6× 12,7-мм (0,5 дюйма) пулемётов M2 по 400 патронов на ствол, установленные в крыле или
- 4× 20-мм пушки AN/M2.
- Бомбы: 8× 127-мм Неуправляемых авиационных ракет или
- 2× 454 кг бомбы.
- Бомбовая нагрузка: 1820 кг (максимальная)

## Модификации
| Тип             | Краткое описание |
| --------------- | --- |
| F4U-1           | первая модификация истребителя |
| F4U-1A          | первый серийный палубный истребитель |
| F4U-1B          | обозначение самолётов, поставлявшихся в Великобританию. |
| F4U-1С          | модификация с четырьмя 20 мм пушками AN/M2 на крыльях вместо 6 пулеметов M2 Browning. |
| F4U-1D          | модификация c двигателями R-2800-8W со впрыском воды и с изменённым вооружением. |
| F4U-1P          | модификация модели F4U-1 для разведывательной аэрофотосъемки. |
| F4U-2           | ночной истребитель, оборудован радаром AN/ASP-6. Демонтирован один правый пулемет. Дополнительное радиооборудование установлено в отсеке за сиденьем пилота. |
| F4U-3           | высотный истребитель, первая пробная модель испытана после войны; построенные компанией Гудиер 13 самолётов использованы ВМФ США для исследовательских полетов на большой высоте. |
| F4U-4           | обозначение второй основной серийной модификации с двигателем R-2800-18W или R-2800-42W, и повышенной скорострельностью пулеметов 12,7 мм M2 |
| F4U-4C          | модификация с четырьмя 20 мм пушками AN/M3. |
| F4U-4E          | ночной истребитель с радаром APS-4 AI. |
| F4U-4N          | ночной истребитель с радаром APS-5 или APS-6 AI. |
| F4U-4P          | модификация для разведывательной аэрофотосъемки. |
| F4U-5           | послевоенный истребитель-бомбардировщик с двигателем R-2800-32W. |
| F4U-5N          | ночной истребитель, модификация F4U-5 с радаром AN/APS-19А или APS-6. |
| F4U-5NL         | всепогодный ночной истребитель. На самолёте установлено противообледенительное устройство на крыльях и оперении (электрообогрев передней кромки). |
| F4U-5P          | тактическая разведывательная модификация модели F4U-5. |
| XF4U-6          | прототип штурмовой версии AU-1. Переделан из F4U-5NL. Установлен двигатель R-2800-83W с двухскоростным, ручного управления, одноступенчатым нагнетателем. Воздухозаборники по бокам капота убраны. Под каждым крылом установлено по пять пусковых устройств ракет HVAR. Самолёт мог нести на трех бомбодержателях шесть бомб по 227 кг. Увеличено бронирование кабины пилота и двигателя. |
| AU-1            | вариант штурмовика для Авиации Морской пехоты. |
| F4U-7           | последняя серийная модель, похожая на AU-1, но с двигателем R-2800-18W; всего построено 90 машин. Пушки AN/M2 заменены на AN/M3 повышенной скорострельности. Поставлялась ВВС Франции. |
| Corsair Мк. I   | обозначение, принятое в ВМФ Великобритании для истребителей F4U-1. |
| Corsair Мк. II  | обозначение, принятое в ВМФ Великобритании для истребителей F4U-1A. |
| Corsair Мк. III | обозначение, принятое в ВМФ Великобритании для истребителей F3A-1D. |
| Corsair Мк. IV  | обозначение, принятое в ВМФ Великобритании для истребителей FG-1D. |

## Эксплуатанты
США
- авиация ВМС США
- авиация КМП США

 Великобритания
- ВВС Флота Великобритании (Fleet Air Arm): 2012 самолётов Corsair I, II, III и IV[12]

 Новая Зеландия
- Королевские ВВС Новой Зеландии 368 F4U-1 и 60 FG-1D в 1944—1949 г.г.: эскадрильи RNZAF 14, 15, 16, 17, 18, 19, 20, 21, 22, 23, 24, 25, 26.

 Франция
- Авиация ВМС Франции: 69 AU-1 и 94 F4U-7 в 1954—1964 г.г.[13]. флотилии 12F[14], 14F[14], 15F[14], 17F.

 Аргентина
- Авиация ВМС Аргентины 26 «Корсаров» F4U-5/5N/5NL с 1956 по 1968 гг (с авианосца «Индепенденсия»)[15]

 Гондурас
- ВВС Гондураса: 19 самолётов с 1956 по 1979 гг.[16]

 Сальвадор
- ВВС Сальвадора: 5 F4U и 20 FG-1D с 1957 по 1976 г.г.[17]

## Самолёт в массовой культуре

### В кинематографе
Один из персонажей мультфильмов студий Дисней/Pixar Байки Мэтра (эпизод 10 «Аэро-Мэтр», 2011), Самолёты (2013) и Самолёты: Огонь и вода (2014) — F4U по имени «Корсар/Шкипер Райли» (озвучивал американский актёр Стейси Кич). В фильме Двойная петля (2022) главные герои сражались на самолетах Корсар. Сериал про эскадрилью Корсаров "Эскадрилья «Черная овца»/ Baa Baa Black Sheep" описывает события второй мировой войны.

### В видеоиграх
В видеоигре Disney Planes Шкипер Райли является рассказчиком и играбельным персонажем — F4U.
В многопользовательском онлайн экшене War Thunder представлено множество модификаций истребителя F4U Corsair.